# Phantomschmerz
Unter Phantomschmerz versteht man eine Schmerzempfindung in einer amputierten Gliedmaße (sogar ein Organteil wie die Appendix kann betroffen sein).
Es wird von einem Phantomglied oder Phantomempfindung unterschieden, bei dem noch die Empfindung besteht, die Gliedmaße sei noch ganz oder teilweise vorhanden und bewege sich auch, ohne dass dies aber als Schmerz wahrgenommen wird. Ebenfalls muss der Stumpfschmerz abgegrenzt werden, der eben nicht eine Schmerzwahrnehmung im amputierten Bereich, sondern im verbliebenen Stumpf ist, aber gleichzeitig mit einem Phantomschmerz vorkommen kann.

## Formen, Vorkommen, Symptomatik
Zwischen 50 und 80 % der Patienten mit Amputationen haben Empfindungen in Bereichen, die der amputierten Gliedmaße entsprechen, und die Mehrheit dieser Empfindungen ist schmerzhafter Natur. Phantomempfindungen können aber auch nach der Entfernung von Teilen des Körpers auftreten, die keine Gliedmaßen sind, zum Beispiel nach einer Brustamputation, Zahnextraktion (Phantomzahnschmerz) oder nach der Exstirpation eines Auges (Phantomaugen-Syndrom). Die fehlende Gliedmaße wird oft als kürzer empfunden und kann das Gefühl vermitteln, sie sei in einer schmerzhaften oder verdrehten Position. Der Schmerz kann auch brennend oder als Kälte oder Wärme oder andere Missempfindung wie Kribbeln, Juckreiz oder Quetschung wahrgenommen werden. Gelegentlich kann sich der Schmerz durch Stress, Angst, Witterungsumschläge verschlimmern. Ein Phantomschmerz tritt gewöhnlich intermittierend auf. Häufigkeit und Stärke der Anfälle nehmen meist mit der Zeit ab.
Das Phänomen des Phantomschmerzes wurde zum ersten Mal 1552 von Ambroise Paré beschrieben. Das Wort Phantomglied („phantom limb“) wurde zum ersten Mal 1871 vom amerikanischen Arzt Silas Weir Mitchell, der Begriff Phantomschmerz („douleur fantôme“) erstmals 1894 vom französischen Arzt Jacques-Pierre-Louis-Séverin Abbatucci verwendet.

## Klinisches Bild
Obwohl nicht alle Phantomglieder auch schmerzen, haben Patienten mitunter das Gefühl, als ob sie gestikulierten, und sie spüren ein Jucken und Zucken oder versuchen sogar, Dinge zu ergreifen oder aufzuheben. Ramachandran und Blakeslee beschreiben zum Beispiel, dass die imaginierten Gliedmaßen bei einigen Patienten nicht mehr so sind, wie sie eigentlich sein sollten. So berichtete etwa eine Patientin, ihr Phantomarm sei etwa „15 cm zu kurz“.
Einige Menschen mit Phantomgliedern meinen, ihre fehlende Gliedmaße gestikuliere, während sie reden – ob sie allerdings auch das Gewicht des Phantomgliedes spüren, während sie gestikulieren, ist unklar. Geht man jedoch davon aus, dass Hände und Arme ihre Repräsentationen im motorischen Kortex und in den Sprachzentren haben, ist dieser Befund nicht sonderlich überraschend. Einige Patienten schildern, ihr Phantomglied verhalte sich, als ob es noch vorhanden sei und fühle sich auch so an, andere wiederum stellen fest, dass es ein Eigenleben zu entwickeln beginnt und ihren Befehlen nicht mehr gehorcht.

„Ich stellte eine Kaffeetasse vor John und bat ihn, nach ihr zu greifen [mit seinem Phantomglied]. Als er sagte, er strecke eben seinen Arm aus, stieß ich die Tasse weg.

„Autsch!“ schrie er. „Machen sie so was nicht!“

„Was ist los?“

„Machen Sie das nicht“, wiederholte er. „Ich hatte eben meine Finger um den Henkel der Tasse, als Sie sie wegzogen. Das tut wirklich weh!“

Moment mal. Ich entwinde Phantomfingern eine reale Tasse, und der Betroffene schreit autsch! Die Finger waren eine Illusion, aber der Schmerz war real – tatsächlich war er so stark, dass ich nicht mehr wagte, das Experiment zu wiederholen.“

## Neurologische Grundlagen

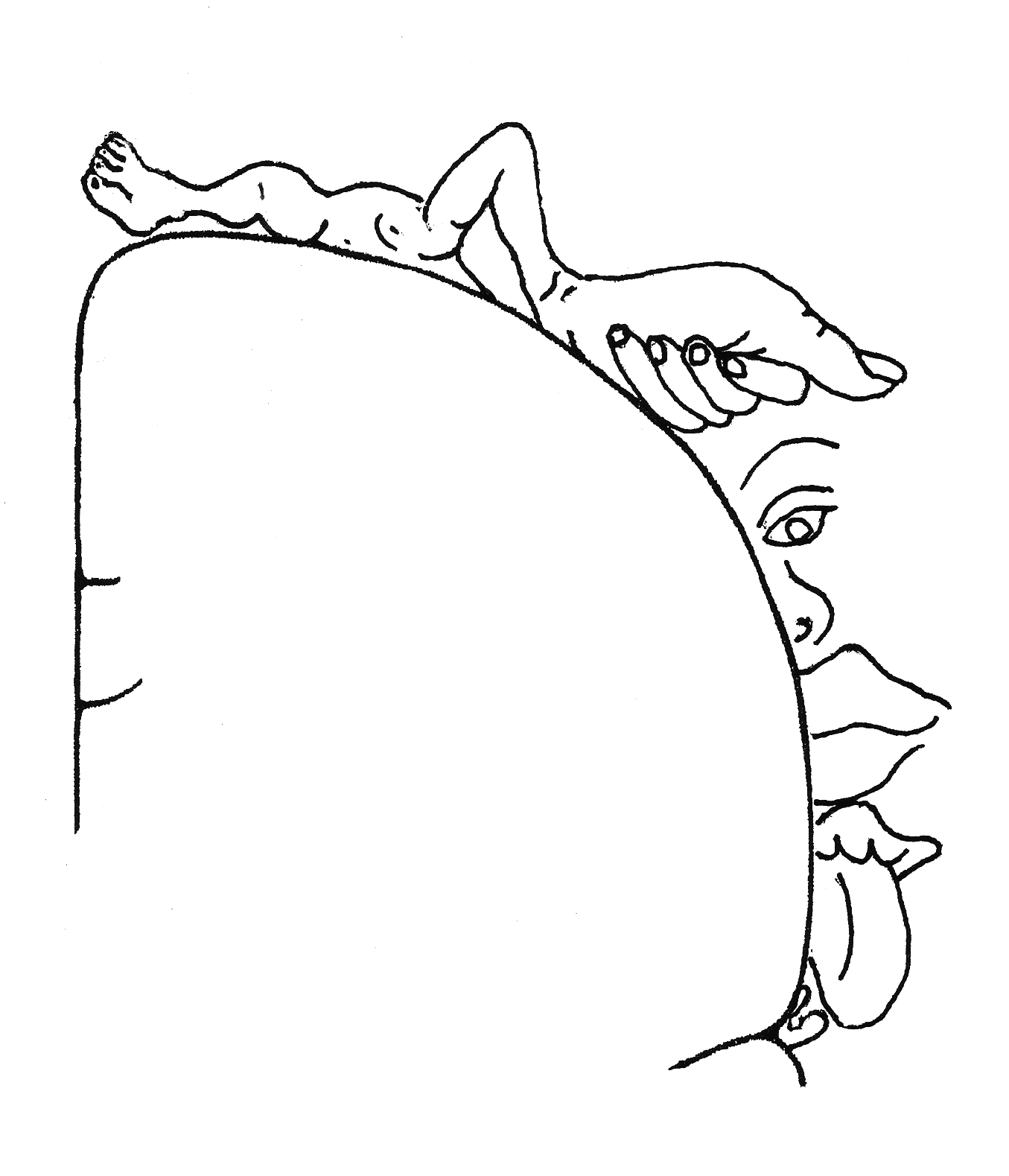
Die Tatsache, dass die Repräsentation des Gesichts im kortikalen Homunkulus neben der Repräsentation von Hand und Arm liegt, ist entscheidend für die Erklärung der Ursachen des Phantomgliedes und Phantomschmerzes.

Bis vor nicht allzu langer Zeit nahm man in der gängigen Theorie zur Ursache von Phantomgliedern und Phantomschmerzen eine Irritation der durchtrennten Nervenendungen an (sog. „Neurome“). Nach einer Gliedmaßenamputation bleibe das amputierte Glied im bewussten Körperschema erhalten. Wird eine Gliedmaße amputiert, enden viele der dabei durchtrennten Nervenbahnen nun am verbleibenden Stumpf. Diese Nervenenden können sich entzünden, und man glaubte, sie würden nun anomale Signale an das Gehirn aussenden. Weiter dachte man, solche funktional unsinnigen Signale würden vom Gehirn nun als Schmerz interpretiert.
Therapien, die auf dieser Theorie basierten, waren durchweg Fehlschläge. In extremen Fällen amputierten die Chirurgen sogar ein zweites Mal und verkürzten den Stumpf in der Hoffnung, dadurch die entzündeten Nervenenden zu entfernen und den Patienten so wenigstens vorübergehend von den Phantomschmerzen zu befreien. Stattdessen verstärkten sich aber die Phantomschmerzen noch, und viele Patienten litten nun sowohl unter dem ursprünglichen Phantomglied wie auch unter dem neu erzeugten Phantomstumpf, der nun ein völlig eigenes Schmerzmuster ausprägte. In einigen Fällen durchtrennten Chirurgen sogar die zum Rückenmark führenden sensorischen Nervenbahnen und entfernten in ganz schweren Fällen selbst den Teil des Thalamus, der die sensorischen Signale aus dem Körper aufnimmt.
In den frühen 1990er Jahren wies Tim Pons am National Institutes of Health (NIH) nach, dass das Gehirn sich reorganisieren kann, wenn ein sensorischer Input ausfällt. Als er von diesen Befunden hörte, begann V. S. Ramachandran zu vermuten, dass Phantomempfindungen auf einer Art „Kreuzverkabelung“ im somatosensorischen Kortex beruhen könnten, der im Gyrus postcentralis liegt, und der die entsprechenden Signale aus den Extremitäten und dem übrigen Körper aufnimmt. Signale der linken Körperhälfte werden von der rechten Hirnhemisphäre aufgenommen und umgekehrt. Der Input aus den Extremitäten erreicht den somatosensorischen Kortex auf normale Weise und wird innerhalb der im somatosensorischen Homunkulus dafür vorgesehenen Repräsentation verarbeitet. Der Input aus der Hand liegt neben dem Input aus dem Arm, der Input aus dem Fuß liegt neben dem Input aus dem Bein und so weiter. Eine Merkwürdigkeit besteht nun aber darin, dass der Input aus dem Gesicht neben dem der Hand liegt.
Ramachandran stellte nun folgende Vermutung auf: Wenn jemand zum Beispiel bei einem Unfall seine rechte Hand verloren hat, wird er eventuell ein Phantomglied spüren, weil der normalerweise von dieser Hand ausgehende und in den linken somatosensorischen Kortex geleitete Signal-Input aufhört. Die der Hand (oder dem Arm und Gesicht) benachbarten Bereiche des somatosensorischen Kortex könnten jetzt diese nun signallose Region übernehmen („remap“). Ramachandran u. a. wiesen dieses „Remapping“ zunächst dadurch nach, dass sie zeigten, wie schon das Streicheln verschiedener Gesichtspartien solcher Patienten bei diesen zu der Empfindung führte, als würden verschiedene Teile der nun fehlenden Gliedmaße berührt. Mit Hilfe magnetenzephalographischer (MEG) Untersuchungen, durch die die Hirnaktivität beim Menschen sichtbar gemacht werden kann, konnte Ramachandran die Reorganisation innerhalb des somatosensorischen Kortex aufzeigen.
Im Jahr 2013 führten Marshall Devor in Israel und Forscher in Albanien Experimente durch, in denen sie durch die Injektion von Lokalanästhetika in den Wirbelkanal, genauer in den Liquorraum (intrathekal) und in das Spinalganglion Phantomschmerzen reduzieren oder ganz ausschalten konnten. Diese Ergebnisse unterstützten die Theorie, dass Phantomschmerzen primär durch das periphere Nervensystem in einem „bottom-up“-Prozess verursacht werden.

## Schmerzätiologie
Nicht ganz klar ist allerdings zunächst, wie nun  der eigentliche Schmerz entsteht. Am wahrscheinlichsten ist dabei, dass es innerhalb der reorganisierten kortikalen Repräsentanz des betroffenen Gliedes nun zu Konfliktsituationen zwischen dem alten und dem neuen Muster kommt, sei es nun, dass vom alten Muster Suchsignale ausgehen, die sensorisch wie propriozeptiv ohne Antwort bleiben, so dass die kortikale Repräsentanz des amputierten Gliedes in einem Versuch, dies zu kompensieren, die Intensität ihrer Signale verstärkt, was dann schließlich zu Schmerzempfindungen führt. Der Psychologe Ronald Melzack stellte diese auf der Konzeption einer kortikalen Neuromatrix und Neurosignatur beruhende Theorie auf, die durchaus Ähnlichkeiten mit der Theorie Ramachandrans aufweist, der ja einen in den Einzelheiten allerdings noch unklaren Remapping-Konflikt als Schmerzursache annimmt. Die Aufhebung dieses Konfliktes beseitigt dann auch den Schmerz.

## Behandlung
In der medizinischen Fachliteratur spricht man von ungefähr 50 verschiedenen Möglichkeiten, Phantomschmerzen zu therapieren.
Bei einigen Behandlungsmethoden werden Arzneimittel wie z. B. Antidepressiva oder Antiepileptika eingesetzt. Die Rückenmarkstimulation kann bei Phantomschmerzen wirksam sein. Dabei wird über rückenmarksnah platzierte Elektroden das Rückenmark elektrisch stimuliert, sodass die zum Gehirn geleiteten Nervenimpulse überlagert oder verhindert werden. Je nachdem, ob die niederfrequente oder hochfrequente Rückenmarkstimulation zum Einsatz kommt, spürt der Amputierte im Phantomglied anstatt des Schmerzes ein Kribbeln, oder der Schmerz verschwindet. Die transkutane elektrische Nervenstimulation (TENS) führt zu den gleichen Effekten, jedoch werden die Elektroden nahe dem Schmerzzentrum platziert.  
Analgesie durch Rückenmarkstimulation, Physiotherapie, Akupunktur, Hypnose und Biofeedback können ebenfalls bei der Behandlung des Phantomschmerzes eingesetzt werden, sind aber oft von geringem Nutzen. Der Schmerz kann außerdem dadurch bekämpft werden, dass der Patient sich gezielt ablenkt und mit anderen Dingen beschäftigt bzw. sich auf sie konzentriert. Eine Stumpfmassage bringt gelegentlich Erleichterung.
Bei planbaren Operationen kann man durch ein geeignetes präoperatives Schmerzmanagement das spätere Auftreten von Phantomschmerzen günstig beeinflussen. Dies geschieht über eine wirksame Schmerzkontrolle durch Analgetika und Neuroleptika. Das Gehirn scheint hier die präoperativen Empfindungsmuster zu implementieren.
Eine neuere Behandlungsmethode bei Phantomschmerzen ist die Spiegeltherapie. Entwickelt wurde sie von  Ramachandran u. a. Mit Hilfe eines künstlichen visuellen Feedbacks kann der Patient dabei das Phantomglied „bewegen“ und es so aus der imaginierten schmerzhaften Stellung lösen. Bei einigen Patienten hat so ein wiederholtes Training zu einer längerfristigen Besserung geführt, und in einem ganz außergewöhnlichen Falle sogar zu einer vollständigen Beseitigung des sich zwischen Hand und Schulter erstreckenden Phantomempfindens (so dass die Phantomhand schließlich direkt von der Schulter „hing“).
Inzwischen wird auch die Technik der virtuellen Realität eingesetzt, um die Missempfindungen anzugehen, die mit dem Syndrom des Phantomgliedes einhergehen. Forscher der University of Manchester konnten zeigen, dass ein Phantomschmerz gebessert werden kann, wenn man die reale Gliedmaße des Betroffenen an ein Interface anschließt, durch das er beobachten kann, wie sich zwei Gliedmaßen in einer computergenerierten Simulation bewegen. Das funktioniert auf einer ähnlichen Grundlage wie die Spiegeltherapie, indem nämlich auch hier der somatosensorische Kortex „ausgetrickst“ wird, außer dass die Illusion hier stärker ist.